# Liga Premium de Futsal
La Liga Premium de Futsal FIFA, también conocida como Liga Premium de Futsal o simplemente Liga Premium es el máximo torneo profesional de clubes de futsal de Paraguay. Comenzó su actividad en el año 2015 y es organizado por la Asociación Paraguaya de Fútbol (APF).

El equipo campeón de la temporada clasifica anualmente a la Copa Libertadores de Futsal del año siguiente.

## Equipos participantes
En la temporada 2024, novena edición del torneo, participan un total de 11 equipos.
| Equipo            | Ciudad      |
| ----------------- | ----------- |
| AFEMEC            | Asunción    |
| Campo Alto        | Asunción    |
| Cerro Porteño     | Asunción    |
| Exa Ysaty         | Asunción    |
| Deportivo Humaitá | Asunción    |
| Olimpia           | Asunción    |
| Presidente Hayes  | Asunción    |
| San Cristóbal     | Asunción    |
| Sport Colonial    | Asunción    |
| Star’s Club       | Asunción    |
| Villa Hayes       | Villa Hayes |

## Palmarés

### Lista de campeones
| Liga Premium de Futsal | Liga Premium de Futsal | Liga Premium de Futsal                               | Liga Premium de Futsal                               | Liga Premium de Futsal |
| Edición                | Año                    | Campeón                                              | Subcampeón                                           |                        |
| ---------------------- | ---------------------- | ---------------------------------------------------- | ---------------------------------------------------- | ---------------------- |
| I                      | 2015                   | Cerro Porteño                                        | AFEMEC                                               |                        |
| II                     | 2016                   | Cerro Porteño                                        | AFEMEC                                               |                        |
| III                    | 2017                   | Cerro Porteño                                        | Sport Colonial                                       |                        |
| IV                     | 2018                   | Cerro Porteño                                        | Sport Colonial                                       |                        |
| V                      | 2019                   | Cerro Porteño                                        | Olimpia                                              |                        |
| VI                     | 2020                   | No hubo campeonato debido a la pandemia de COVID-19. | No hubo campeonato debido a la pandemia de COVID-19. |                        |
| VI                     | 2021                   | Cerro Porteño                                        | Sport Colonial                                       |                        |
| VII                    | 2022                   | Cerro Porteño                                        | Olimpia                                              |                        |
| VIII                   | 2023                   | Cerro Porteño                                        | Olimpia                                              |                        |
| IX                     | 2024                   | Cerro Porteño                                        | AFEMEC                                               |                        |

### Títulos por equipo
| Club           | Campeón | Subcampeón | Años campeón                                         | Años subcampeón  |
| -------------- | ------- | ---------- | ---------------------------------------------------- | ---------------- |
| Cerro Porteño  | 9       | 0          | 2015, 2016, 2017, 2018, 2019, 2021, 2022, 2023, 2024 |                  |
| Sport Colonial | 0       | 3          |                                                      | 2017, 2018, 2021 |
| Olimpia        | 0       | 3          |                                                      | 2019, 2022, 2023 |
| AFEMEC         | 0       | 3          |                                                      | 2015, 2016, 2024 |